# Windbloemig
Windbloemig is een artistiek kunstwerk in Amstelveen. Het beeld is een creatie van duo Liet Heringa en Maarten van Kalsbeek. 
Het beeld uit 2001 was toen te zien in het Kröller-Müller Museum tijdens de expositie Absorb van beide kunstenaars. De eigenaar was ook toen al de gemeente Amstelveen, die het later plaatste op de kruising Rembrandtweg en Groen van Prinstererlaan te Amstelveen. Dat werd rond 2018 heringericht en het beeld kwam op de gemeentewerf terecht. Het werd in 2019 herplaatst ten noorden van de rotonde op de kruising van de Keizer Karelweg en Groen van Prinstererlaan (het is naar het westen verhuisd). In die jaren werd een beeldenroute aangelegd langs die Keizer Karelweg beginnende bij het Cobra Museum voor Moderne Kunst tot aan de Amsterdamseweg. Windbloemig staat in de middenberm; Liet Heringa onthulde het in maart 2019 op een nieuwe sokkel van baksteen en beton.
Het beeld past in het oeuvre van beide kunstenaars, waarin de werken vanuit een vaste kern, hier een vrouwenfiguur, zijn opgebouwd. Vanuit die kern ontspruiten dynamische en zinnelijke uitspattingen in lijn en vorm, die terug te voeren zijn op planten, takken etc. Het heeft daarom een grillige, barokke uitstraling en die contrasteert vanuit een bepaalde hoek sterk met de strak gemodelleerde flatgebouwen van Willem Dudok en Robert Magnée aan de westzijde van de rotonde van de kruising. 

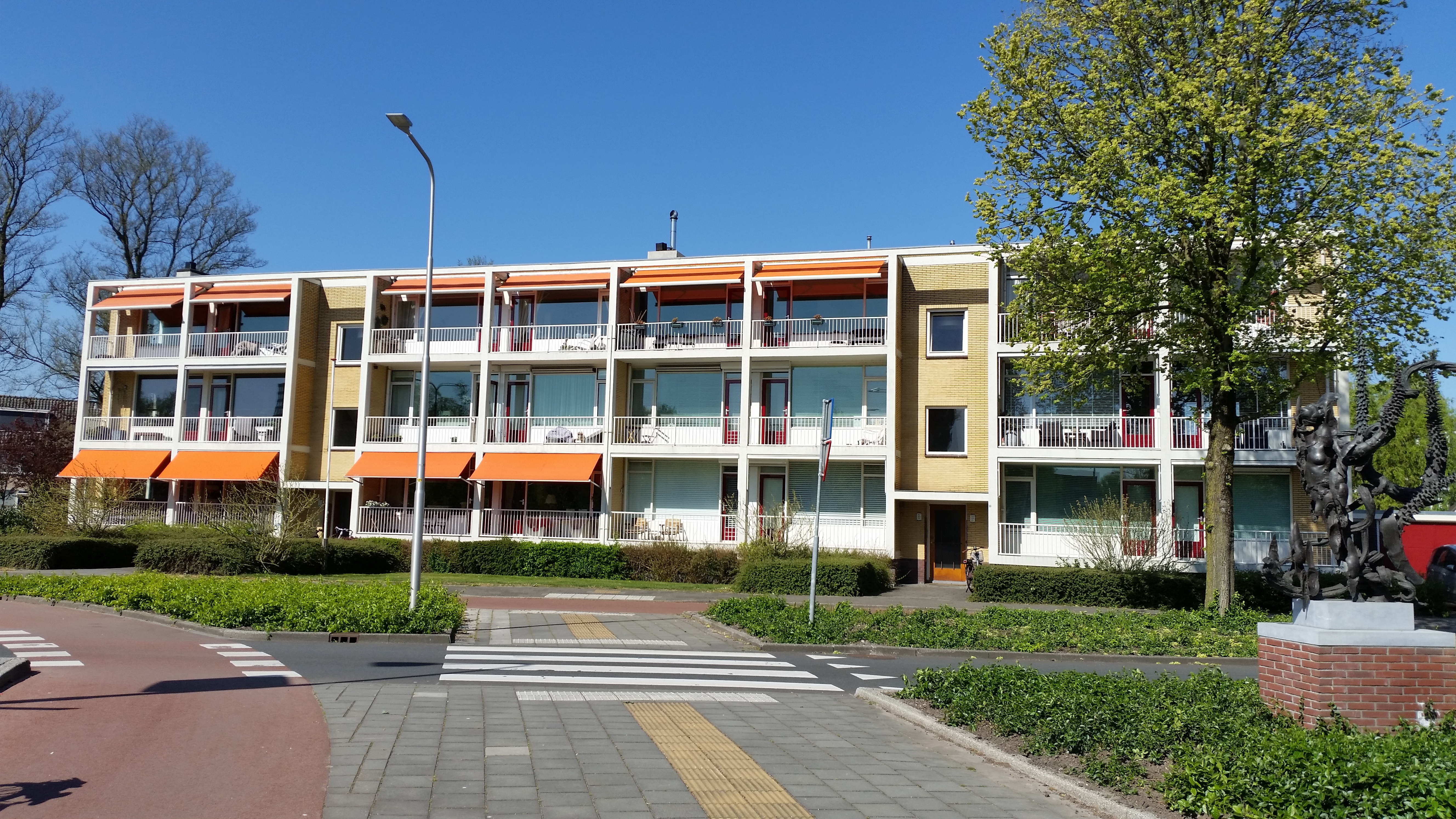
Links de flat van Dudok, rechts Windbloemig (april 2020)